# ميشال جلبرو
ميشال جلبرو (بالفرنسية: Michel Galabru) (مواليد 27 أكتوبر 1922 في آسفي في المغرب - 4 يناير 2016) هو ممثل فرنسي وهو والد الكوميديين جين جلبرو وإمانويل جلبرو. في عام 1977، خلال حفل الثاني للقيصر، حصل على جائزة سيزار لأفضل ممثل عن دوره في فيلم القاضي وقاتل للمخرج برتراند تافرنير.

## روابط خارجية
- ميشال جلبرو على موقع IMDb (الإنجليزية)
- ميشال جلبرو على موقع روتن توميتوز (الإنجليزية)
- ميشال جلبرو على موقع ألو سيني (الفرنسية)
- ميشال جلبرو على موقع ميوزك برينز (الإنجليزية)
- ميشال جلبرو على موقع أول موفي (الإنجليزية)
- ميشال جلبرو على موقع قاعدة بيانات الأفلام السويدية (السويدية)
- ميشال جلبرو على موقع إن إن دي بي (الإنجليزية)
- ميشال جلبرو على موقع ديسكوغز (الإنجليزية)
- ميشال جلبرو على موقع قاعدة بيانات الفيلم (الإنجليزية)
- ميشال جلبرو على موقع كينوبويسك (الروسية)